# Archidice
Archidice es un género de escarabajos longicornios de la tribu Lamiini.

## Distribución
Se distribuye por Asia.

## Especies
- Archidice castelnaudi J. Thomson, 1864
- Archidice castelnaudii borneotica (Kriesche, 1924)
- Archidice castelnaudii castelnaudii Thomson, 1864